# Wellington, Kansas
Wellington är en stad (city) i Sumner County, i delstaten Kansas, USA. Enligt United States Census Bureau har staden en folkmängd på 8 057 invånare (2011) och en landarea på 19,7 km². Wellington är huvudort i Sumner County.